# Leptogaster moluccana
Leptogaster moluccana är en tvåvingeart som först beskrevs av Carl Ludwig Doleschall 1857.  Leptogaster moluccana ingår i släktet Leptogaster och familjen rovflugor. Inga underarter finns listade i Catalogue of Life.